# Shōshin Nagamine
Shōshin Nagamine (長嶺 将真, 15 de juliol de 1907 2 d'octubre de 1997) va ser un autor, soldat, policia i sensei de karate japonès. Va néixer i morir a Naha, Okinawa.

## Carrera en l'exèrcit
Després de graduar-se el març del 1928, va començar a estudiar arts marcials a jornada completa, estudiant a Shuri sota les ordres de Taro Shimabuku i Ankichi Arakaki. Més tard aquest mateix any, va ser reclutat per l'exèrcit japonès en la 47 Divisió d'Infanteria, i va lluitar a la Xina abans de rebre una baixa honorable el 1931.
Deixant l'exèrcit, i buscà una zona on les seves habilitats d'arts marcials serien útil, finalment es va instal·lar a la força policial.